# Poropuntius
Poropuntius és un gènere de peixos de la família dels ciprínids i de l'ordre dels cipriniformes.

## Taxonomia
- Poropuntius alloiopleurus (Vaillant, 1893)[2]
- Poropuntius angustus (Kottelat, 2000)[3]
- Poropuntius bantamensis (Rendahl, 1920)
- Poropuntius birtwistlei (Herre, 1940)
- Poropuntius bolovenensis (Roberts, 1998)
- Poropuntius burtoni (Mukerji, 1933)
- Poropuntius carinatus (Wu & Lin, 1977)
- Poropuntius chondrorhynchus (Fowler, 1934)
- Poropuntius chonglingchungi (Tchang, 1938)
- Poropuntius clavatus (McClelland, 1845)
- Poropuntius cogginii (Chaudhuri, 1911)
- Poropuntius consternans (Kottelat, 2000)[3]
- Poropuntius daliensis (Wu & Lin, 1977)[4]
- Poropuntius deauratus (Valenciennes, 1842)[5]
- Poropuntius exiguus (Wu & Lin, 1977)[4]
- Poropuntius faucis (Smith, 1945)
- Poropuntius fuxianhuensis (Wang, Zhuang & Gao, 1982)[6]
- Poropuntius genyognathus (Roberts, 1998)
- Poropuntius hampaloides (Vinciguerra, 1890)
- Poropuntius hathe (Roberts, 1998)
- Poropuntius heterolepidotus (Roberts, 1998)
- Poropuntius huangchuchieni (Tchang, 1962)
- Poropuntius huguenini (Bleeker, 1853)
- Poropuntius ikedai (Harada, 1943)
- Poropuntius kontumensis (Chevey, 1934)
- Poropuntius krempfi (Pellegrin & Chevey, 1934)
- Poropuntius laoensis (Günther, 1868)
- Poropuntius lobocheiloides (Kottelat, 2000)[3]
- Poropuntius malcolmi (Smith, 1945)
- Poropuntius margarianus (Anderson, 1879)[7]
- Poropuntius melanogrammus (Roberts, 1998)
- Poropuntius normani (Smith, 1931)
- Poropuntius opisthoptera (Wu, 1977)
- Poropuntius rhomboides (Wu & Lin, 1977)
- Poropuntius scapanognathus (Roberts, 1998)
- Poropuntius shanensis (Hora & Mukerji, 1934)
- Poropuntius smedleyi (de Beaufort, 1933)
- Poropuntius solitus (Kottelat, 2000)[8]
- Poropuntius speleops (Roberts, 1991)
- Poropuntius susanae (Banister, 1973)
- Poropuntius tawarensis (Weber & de Beaufort, 1916)[9][10][11][12][13][14][15][16]